# Massamba Ndiaye
Massamba Ndiaye (* 8. Oktober 2001 in Thiès) ist ein senegalesischer Fußballtorwart, der bei Clermont Foot in der Ligue 1 unter Vertrag steht.

## Karriere

### Verein
Ndiaye spielte ab 2019 bei CNEPS Excellence, einem Ausbildungsverein im Senegal. Im August 2021 wechselte er nach Frankreich zum Zweitligisten FC Pau. Dort kam er am 23. Spieltag der Saison 2021/22 zu seinem Profidebüt gegen den SC Bastia, als sein Team 1:1 spielte. Dies war neben einer weiteren Nominierung auch sein einziger Saisoneinsatz. Zur Saison 2022/23 wurde er vom dritten zum zweiten Torwart und spielte achtmal, die meisten gegen Saisonende.
Anschließend wechselte er im August 2023 zum Erstligisten Clermont Foot.

### Nationalmannschaft
Ndiaye kam im September 2022 zu einem Einsatz für das senegalesische U23-Team.